# Monumento a Cuauhtémoc (Ciudad de México)
El monumento a Cuauhtémoc está dedicado al huey tlatoani mexica (azteca) Cuauhtémoc, ubicado en el cruce de la Avenida de los Insurgentes y Paseo de la Reforma de la Ciudad de México. Es obra de Francisco M. Jiménez con esculturas de Miguel Noreña. Fue inaugurado en 1887, muestra del neoindigenismo o del indigenismo académico altamente promovido por el gobierno de Porfirio Díaz.

## Historia del monumento

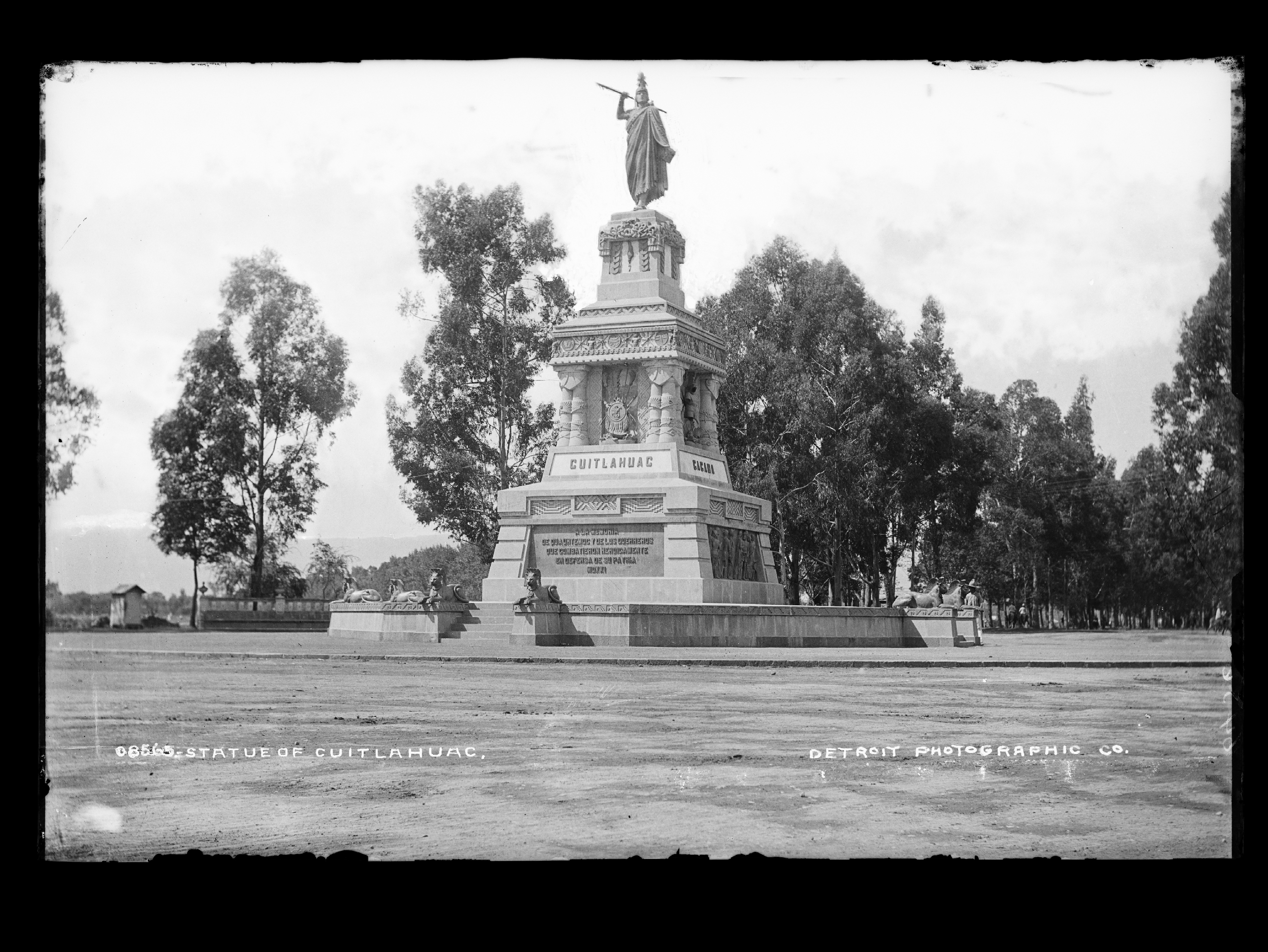
El monumento c. 1880 por William Henry Jackson

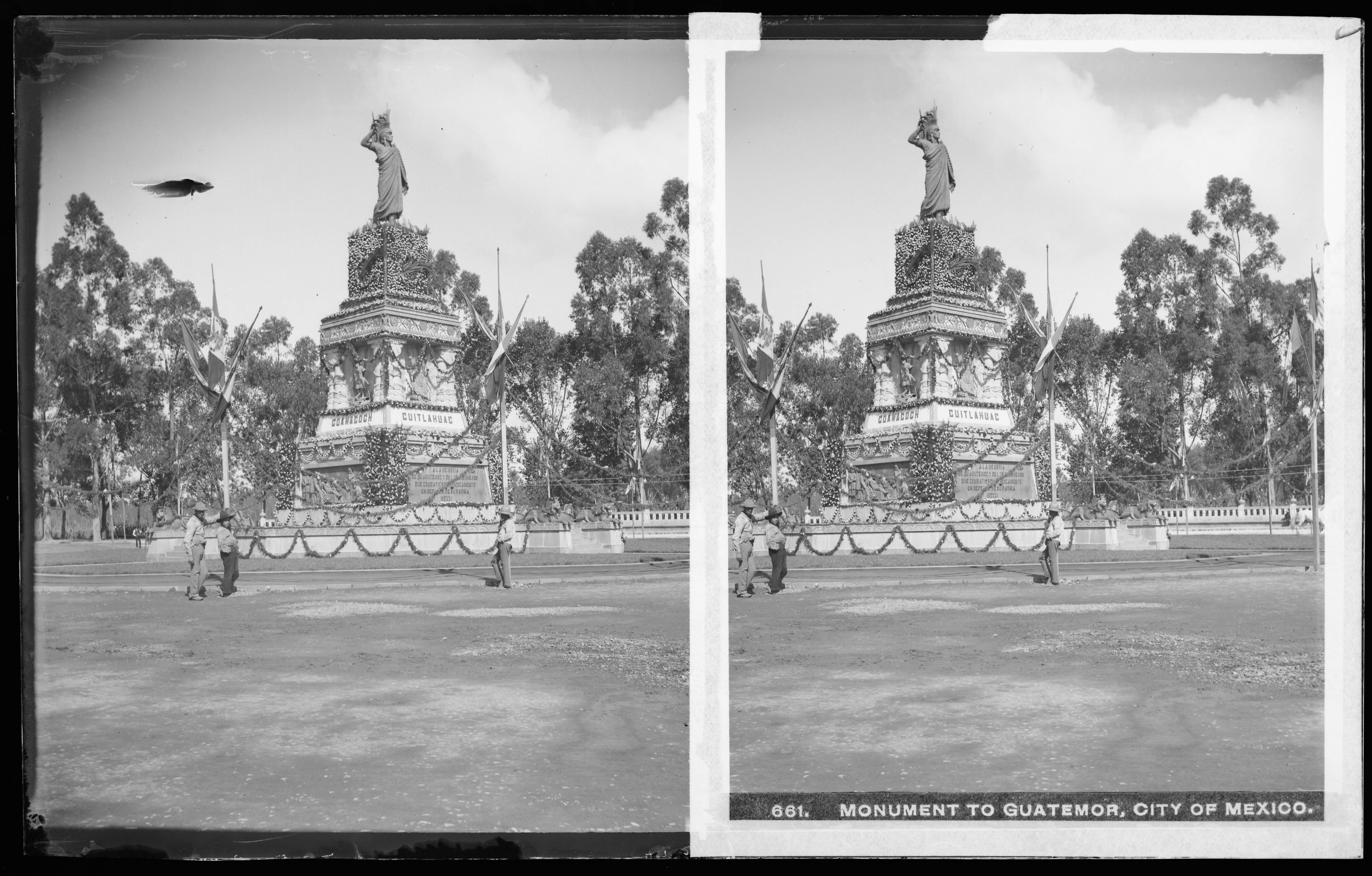
Imagen estereoscópica del monumento, c.1905-1910

El monumento a Cuauhtémoc fue creado a iniciativa del ministro de fomento del régimen porfirista Vicente Riva Palacio, quien propuso este monumento para honrar al último de los gobernantes mexicas. Para ello, convocó en 1877 a D. J. S. Bagally, Emilio Dondé, Manuel Gargollo y Parra, Ramón Rodríguez Arangoiti para que dieran su fallo respecto al mejor de los proyectos propuestos en un concurso público. El ganador fue el ingeniero Francisco M. Jiménez quien se inspiró en detalles de la arquitectura prehispánica de México, como las antiguas construcciones de Uxmal, Mitla y la zona arqueológica de Palenque, entre otras. Jiménez falleció prematuramente dos días después de conocerse el fallo, por lo que la construcción del monumento quedó a cargo de Ramón Agea, arquitecto e ingeniero del Palacio Nacional. Luego, Carlos Pacheco, ministro de Fomento, encargó las esculturas del monumento a Miguel Noreña, pagándole un total de 37,863 pesos y un añadido de 3 mil más al hacerse los leopardos de bronce y no de piedra chiluca como originalmente dispuso Jiménez.
La primera piedra fue colocada el 5 de mayo de 1878, debido a la intención de Díaz de consagrar la Batalla de Puebla como una celebración oficial, y el monumento inaugurado 9 años después el 21 de agosto de 1887, ubicado en una plaza ajardinada con bancas de cantera a unos metros de una casa de estilo afrancesado que ocupa el University Club.
En 1946 el arquitecto Mario Pani realizó el proyecto de Paseo de la Reforma e Insurgentes, planeando construir una enorme plaza con distribución vial y al menos una decena de edificios concéntricos como nuevo centro de la ciudad, concluyéndose solamente como parte del proyecto del Hotel Plaza y el monumento como punto central. En 1949 el monumento fue movido de su emplazamiento original al punto exacto de la intersección de ambas avenidas. El proyecto de Pani no se realizó, pero el monumento quedó en su nuevo emplazamiento, con un espacio reducido y sin espacio peatonal.
En 2004, como parte de los trabajos del Programa Integral del Corredor Turístico y Cultural Paseo de la Reforma-Centro Histórico de la Ciudad de México, el Gobierno del Distrito Federal decidió regresar a su emplazamiento original, con el fin de recuperar su relevancia y restaurarlo integralmente, además de una reestructura de la intersección de Reforma e Insurgentes para mejorar el tránsito de vehículos e integrando el sitio a un nuevo entorno que abarca también los parques Jesús Reyes Heroles —construido en el sitio que dejaron edificios derrumbados tras el terremoto de 1985— y Luis Pasteur.
Los trabajos de restauración y reubicación del monumento abarcaron del 13 de abril al 12 de diciembre de 2004. Se realizaron investigaciones históricas e iconográficas para determinar el punto exacto en el que el monumento fue emplazado en 1887, que fue confirmado gracias a que en las obras de cimentación del sitio original, se descubrieron restos de piedra arenisca verde y morada procedente de Guanajuato.
Como primera medida se realizó una nueva cimentación del nuevo emplazamiento motivo a que muchos estaban inconformes, a 79 metros hacia el norponiente de donde fue colocado en 1949, y se dio una elevación de un metro para realzar el monumento visualmente. Fue construida una nueva plaza con un diseño circular, alargado en los extremos oriente-poniente por dos agujas, vegetación y nuevo mobiliario urbano. Se estableció un taller temporal en el Parque Pasteur para la restauración de las esculturas de bronce del monumento a cargo del Instituto Nacional de Antropología e Historia. Estos trabajos le devolvieron la pátina original a las piezas y a continuación se realizaron los trabajos de reubicación del pedestal. Se realizaron calas en el terreno con el fin de conocer las características constructivas del pedestal, procediendo al corte del faldón de concreto del monumento. Para su traslado se ocuparon cuatro grúas para mover el pedestal con cerca de 300 toneladas de peso. Una plataforma móvil de 12 ejes y 16 ruedas trasladó el monumento. La escultura de Cuauhtémoc y las demás esculturas fueron colocadas en su parte final el 10 de diciembre de 2004.

## Estilo
Su construcción es parte de la difusión de un discurso nacionalista a través de un programa escultórico en cada una de las glorietas construidas en el Paseo de la Reforma. Su construcción ocurrió posterior a la del monumento a Cristóbal Colón ubicado en el mismo paseo, en la búsqueda de contrastar el carácter mestizo de México, y de colocar en la misma escala de héroe nacional a Cuauhtémoc que a los protagonistas de la Independencia de México, que serían inmortalizados años más tarde.
Éste monumento es parte de una búsqueda de estilo artístico puramente mexicanista que no prosperó, semejante también al Pabellón de México en París hecho en 1889 por Antonio M. Anza.

## Peana
Dentro de la búsqueda mexicanista, la arquitectura de este monumento incorporó elementos mesoamericanos. De base octogonal, se compone de tres cuerpos piramidales truncos.

### Primer cuerpo
Está fabricado en piedra volcánica, mármol, cantera y bronce. En el primer cuerpo hay dos bajorrelieves en las caras norte y sur representando La entrevista de Cuauhtémoc, prisionero, con Cortés, del mismo Noreña, y El tormento de Cuauhtémoc, de Gabriel Guerra, fundidos en el taller de Jesús F. Contreras. La arquitectura de este cuerpo muestra influencia del complejo talud/tablero y contiene frisos inspirados en la arquitectura de Tula, Mitla, Uxmal y Palenque.

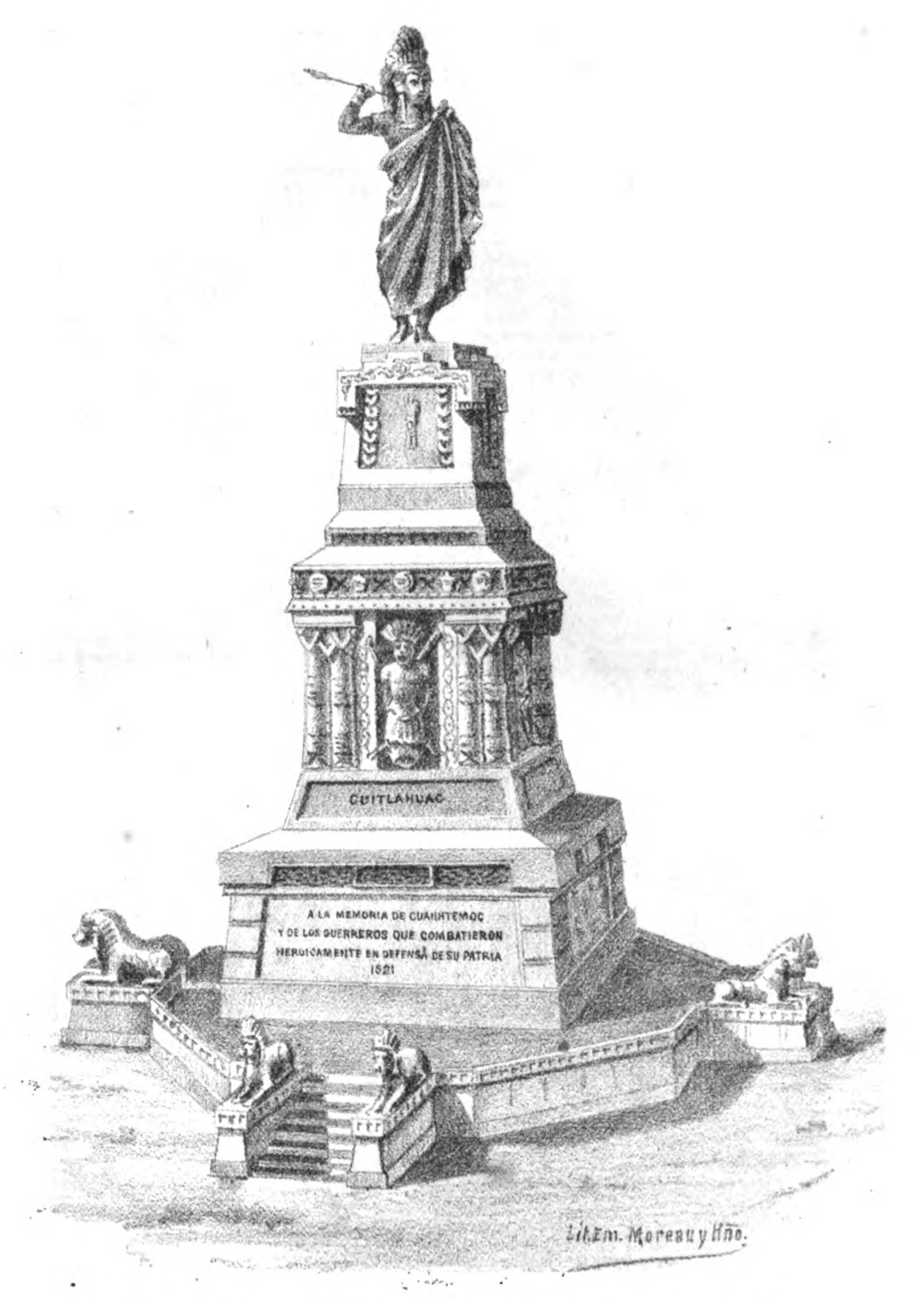
Monumento y Estatua de Cuauhtémoc en el Paseo de Colon de México (Grabado del Almanaque de "El Tiempo" de 1887)

Cuenta también con dos inscripciones que indican su construcción e inauguración. La oriente dice:
A LA MEMORIA
DE QUAUHTÉMOC Y DE LOS GUERREROS
QUE COMBATIERON HERÓICAMENTE EN DEFENSA DE SU PATRIA.
 MDXXI.
La poniente explica:
ORDENARON
 LA ERECCIÓN DE ESTE MONUMENTO PORFIRIO DÍAZ, PRESIDENTE DE LA REPÚBLICA Y VICENTE RIVA PALACIO, SECRETARIO DE FOMENTO. MCCCLXXVII.
Otra más, hoy desaparecida, decía:
ERIGIÓSE POR MANDATO DE MANUEL GONZÁLEZ, PRESIDENTE DE LA REPÚBLICA, Y SU SECRETARÍA DE FOMENTO, CARLOS PACHECO. MCCCLXXVIII.
El zócalo es circular, con un friso que tiene grecas también de inspiración mesoamericana, y sus accesos con escalinatas están resguardados por 8 esculturas de leopardos con penachos y joyas atribuidos a Indalecio Calvo, profesor de escultura de la Academia de San Carlos.
Tanto los relieves como la estatua exenta del guerrero indígena revelan la bien llevada aplicación de los cánones clasicistas, con un marcado estilo grecolatino que fue incluso criticado en su época.

### Segundo cuerpo
De forma piramidal, cuenta con columnas agrupadas de orden compuesto, con elementos mexicanistas en sus fustes y remares, que resguardan en cuatro nichos, esculturas que muestran las armas de los principales cuerpos militares mexicas (águila y jaguar), como representaciones de las armas de sus ejércitos (macuilli, macana y chimalli, escudo) así como la representación escultórica del escudo de armas de México-Tenochtitlan. Un friso con armaduras acolchadas y escudos remata el cuerpo.
Debajo, en placas de mármol, se encuentran inscritos en bronce en las cuatro caras los nombres de Cuitláhuac (oriente), Cacama (norte), Tetlepanquetzal (originalmente Tetlepanquetzaltzin, poniente) y Coanacoch (sur), quienes participaron como últimos jefes militares en la Conquista de México.

### Tercer cuerpo
Un tercer cuerpo piramidal, con un friso de serpientes, sostiene la escultura de Cuauhtémoc.

## Escultura

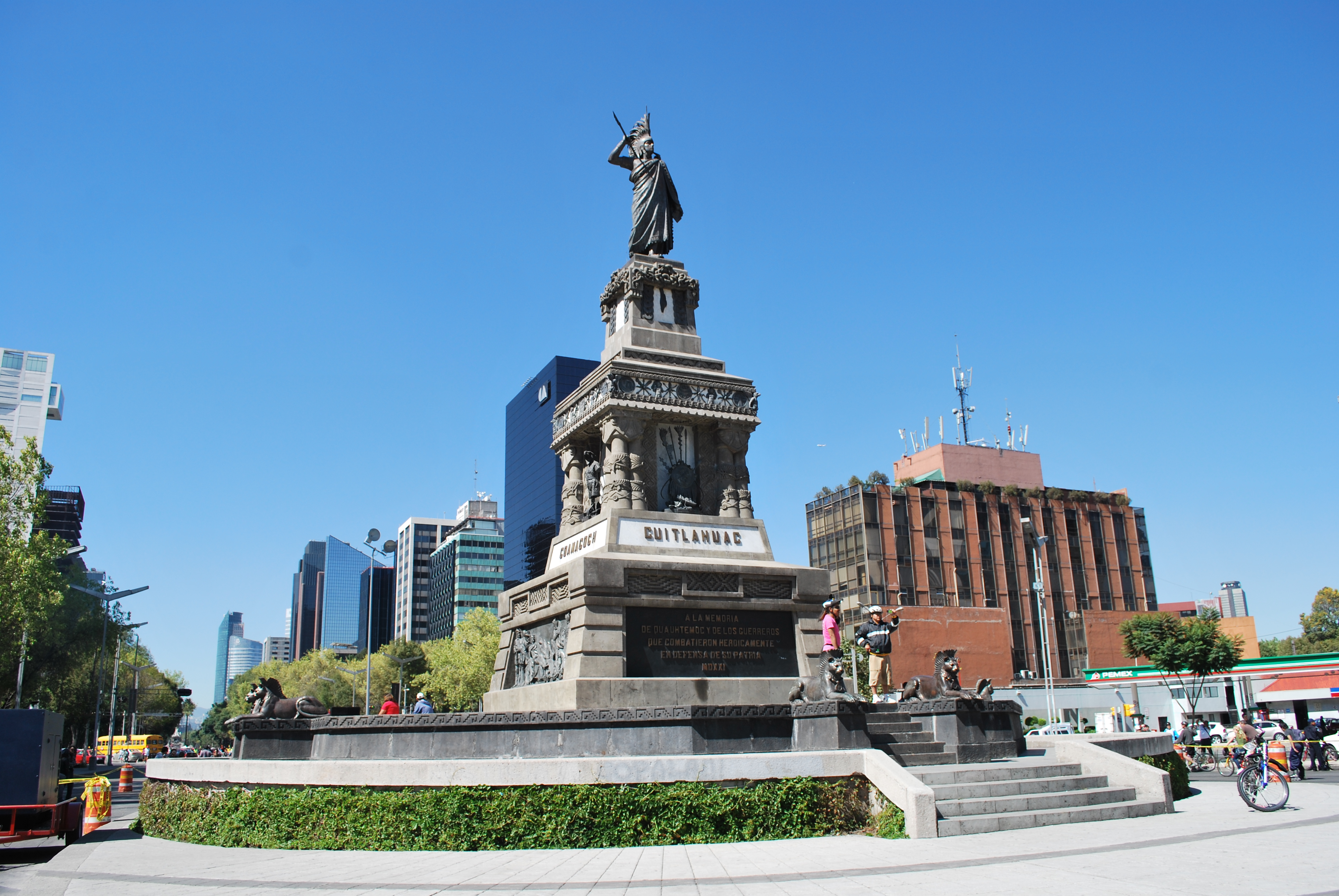
Vista de la glorieta de Cuauhtémoc en Paseo de la Reforma.

El monumento está rematado por una escultura de Cuauhtémoc, realizada por el escultor Miguel Noreña. Cuauhtémoc luce ataviado con traje de gala, un penacho y sosteniendo una lanza. El atavío y la disposición anatómica de Cuauhtémoc se asemeja a las estatuas de la tradición grecolatina, en clara relación con las tradiciones artísticas de la época. La tilma está dispuesta y anudada al estilo romano, por ejemplo. Según Arturo Arnáiz y Freg, el poeta Ignacio Manuel Altamirano fue el modelo del rostro de Cuauhtémoc para el autor. Tiene una altura total de 4.93 metros y un peso de 4.2 toneladas.

## Galería fotográfica

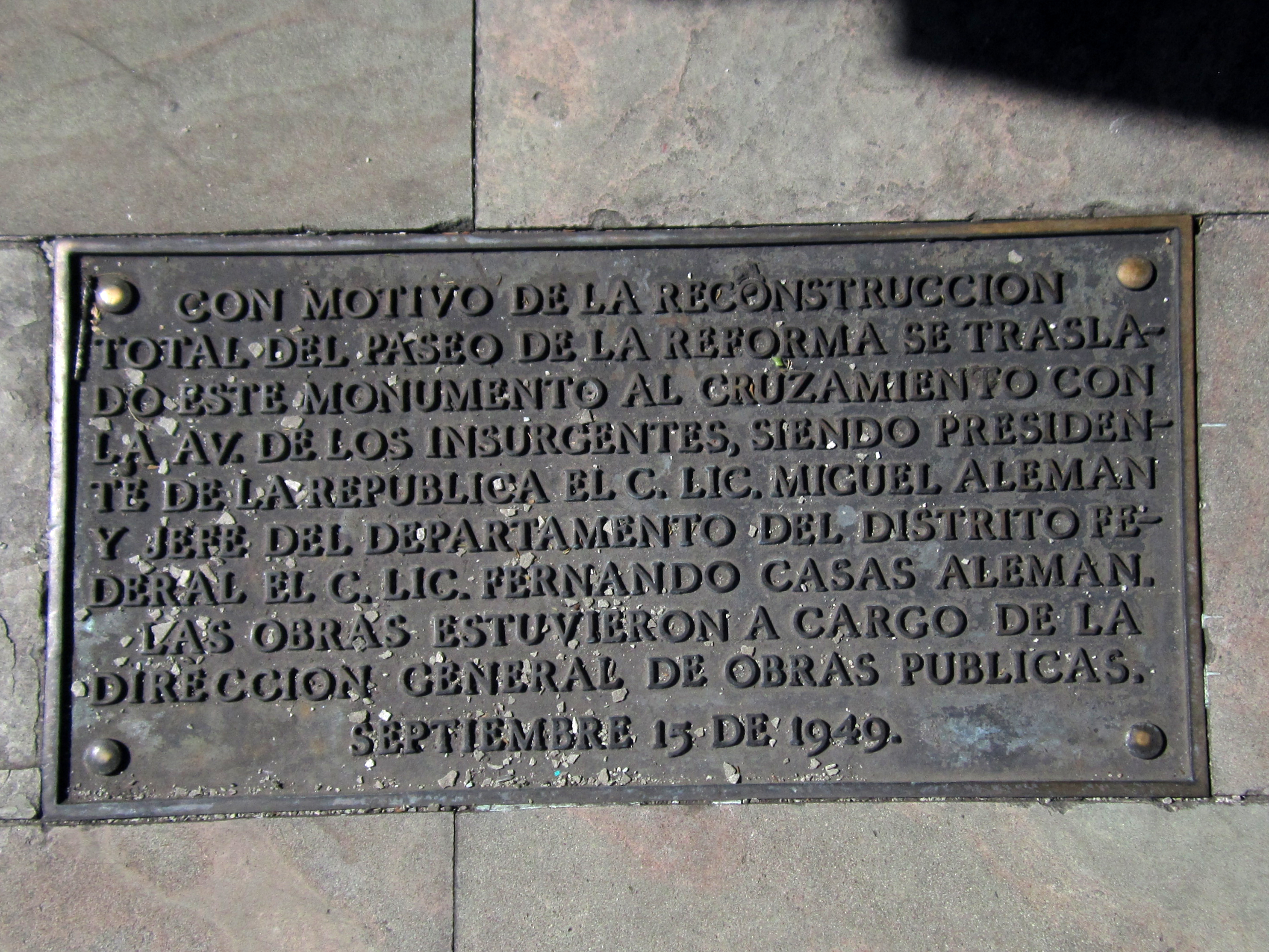
Placa de 1949 donde se consigna la mudanza del monumento.
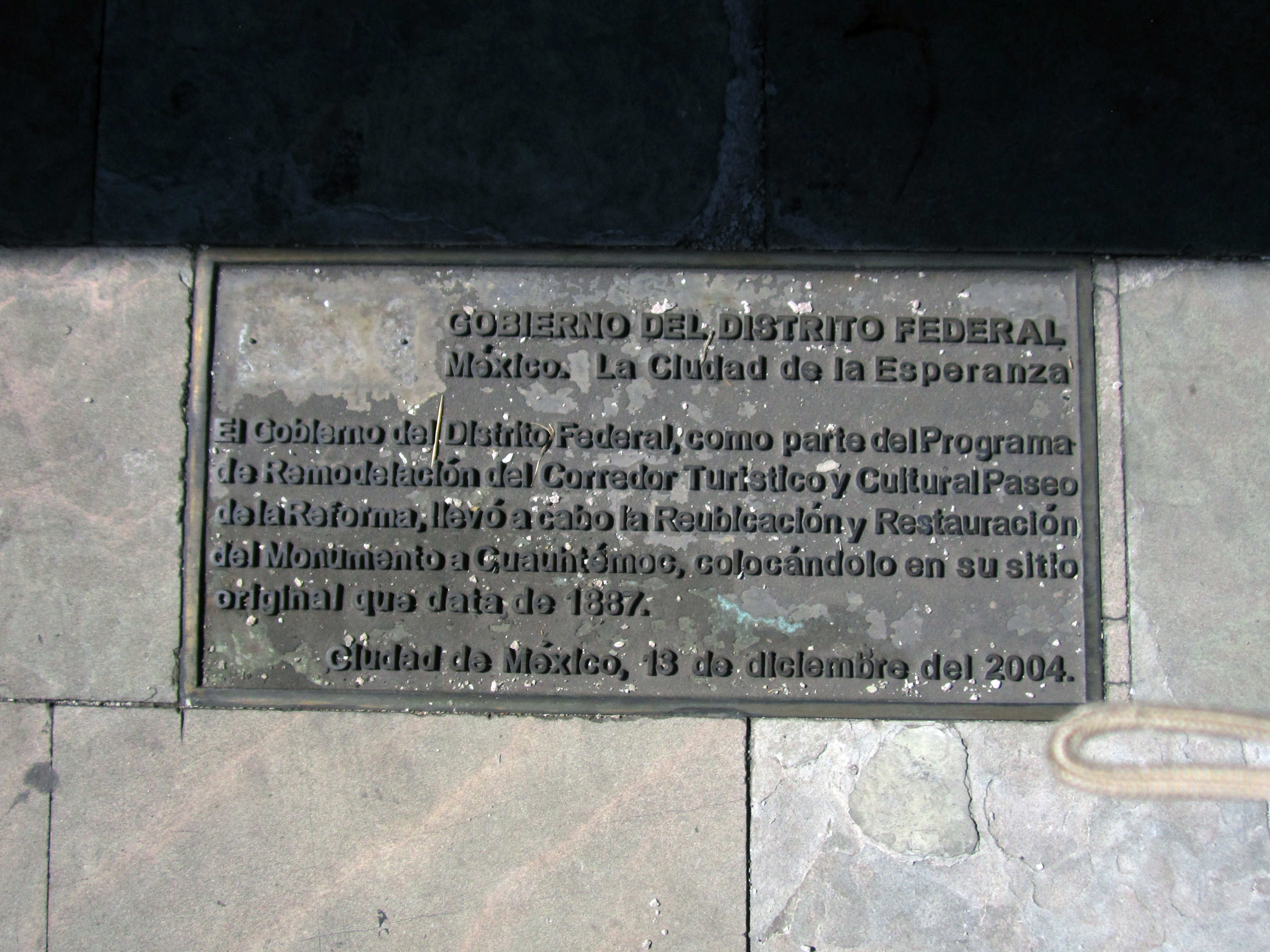
Placa de 2004 donde se consigna la colocación del monumento en su emplazamiento original.
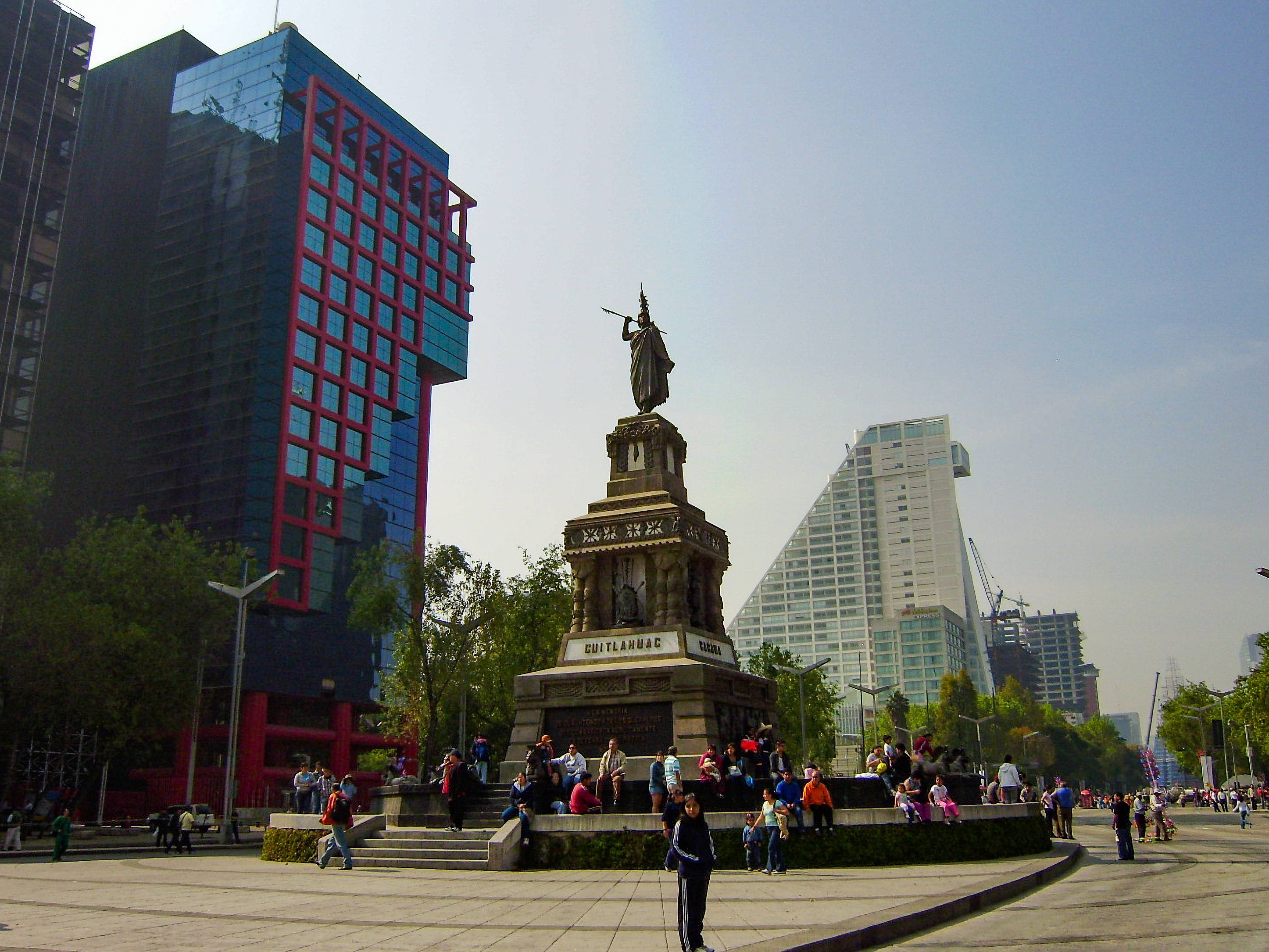
Monumento a Cuauhtémoc y Reforma 222.
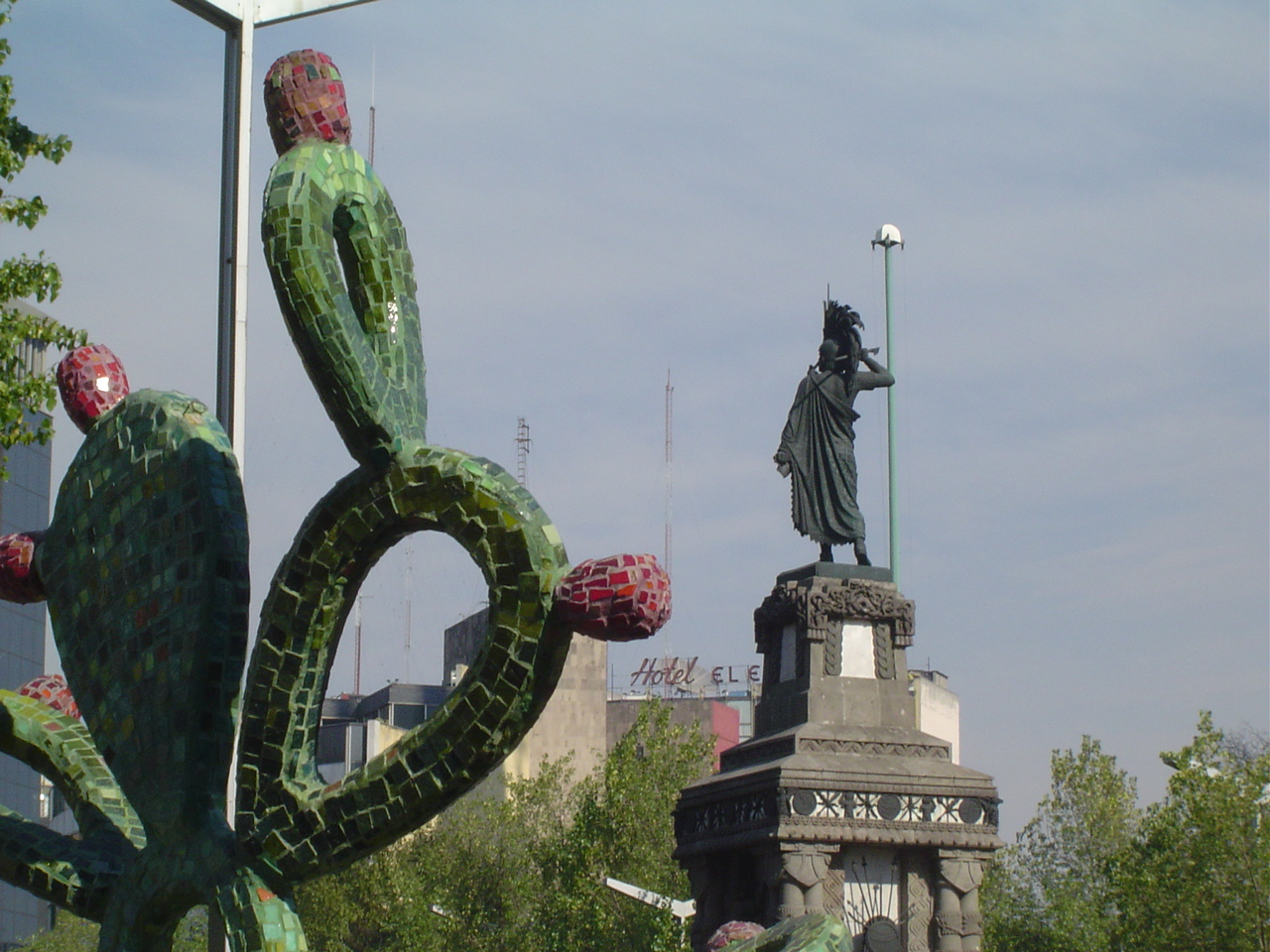
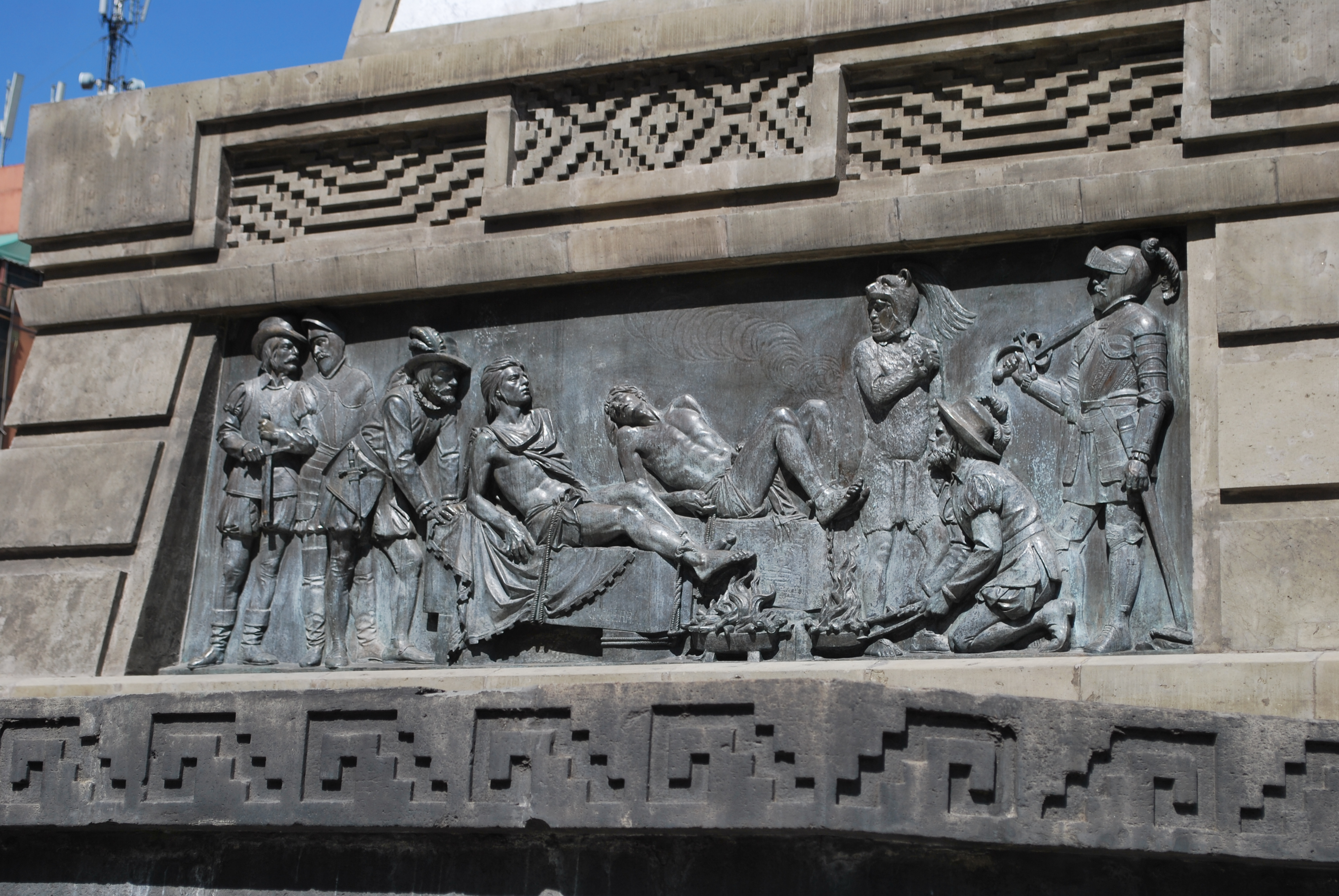
Tormento de Cuauhtémoc, de Gabriel Guerra
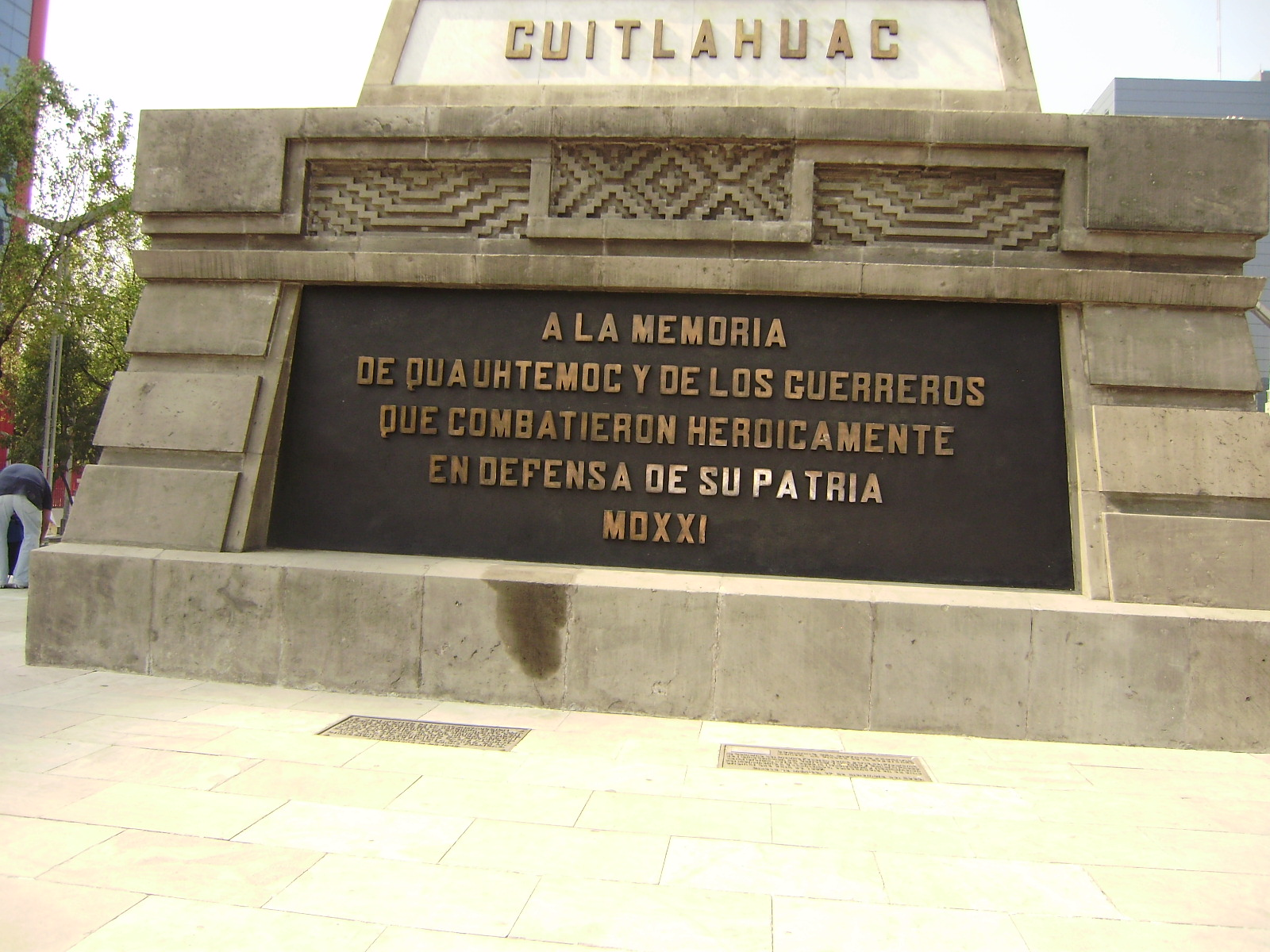
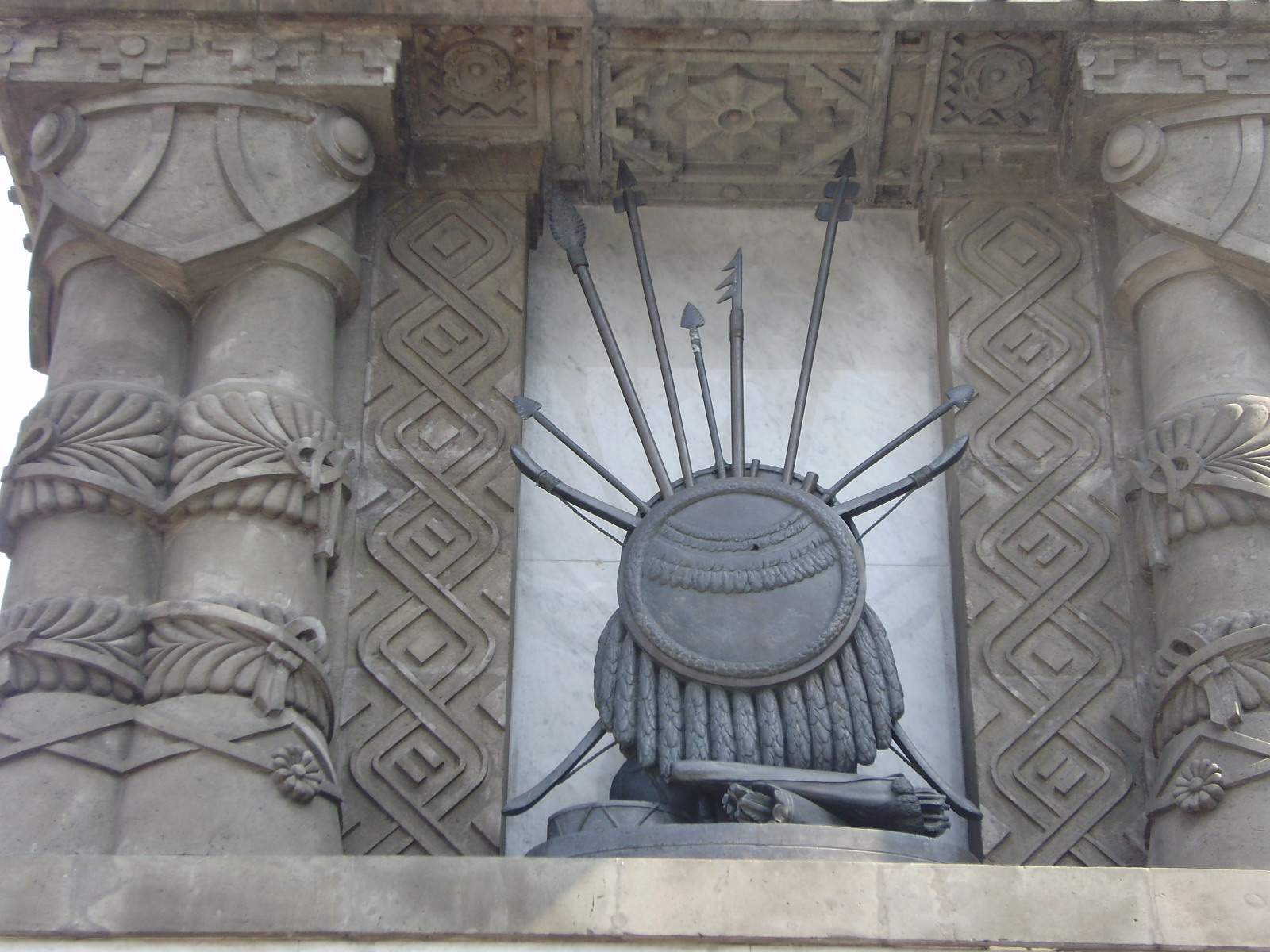
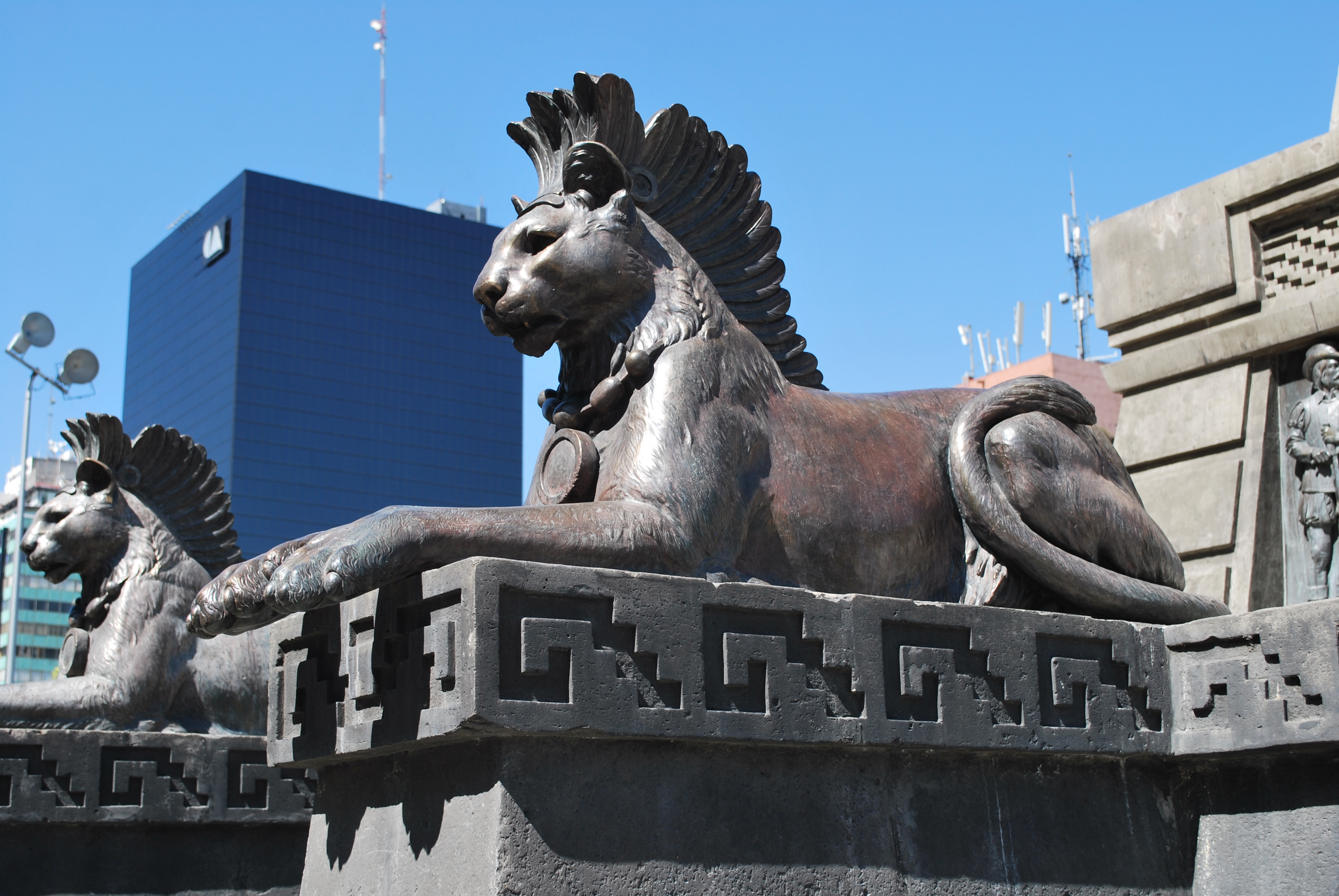
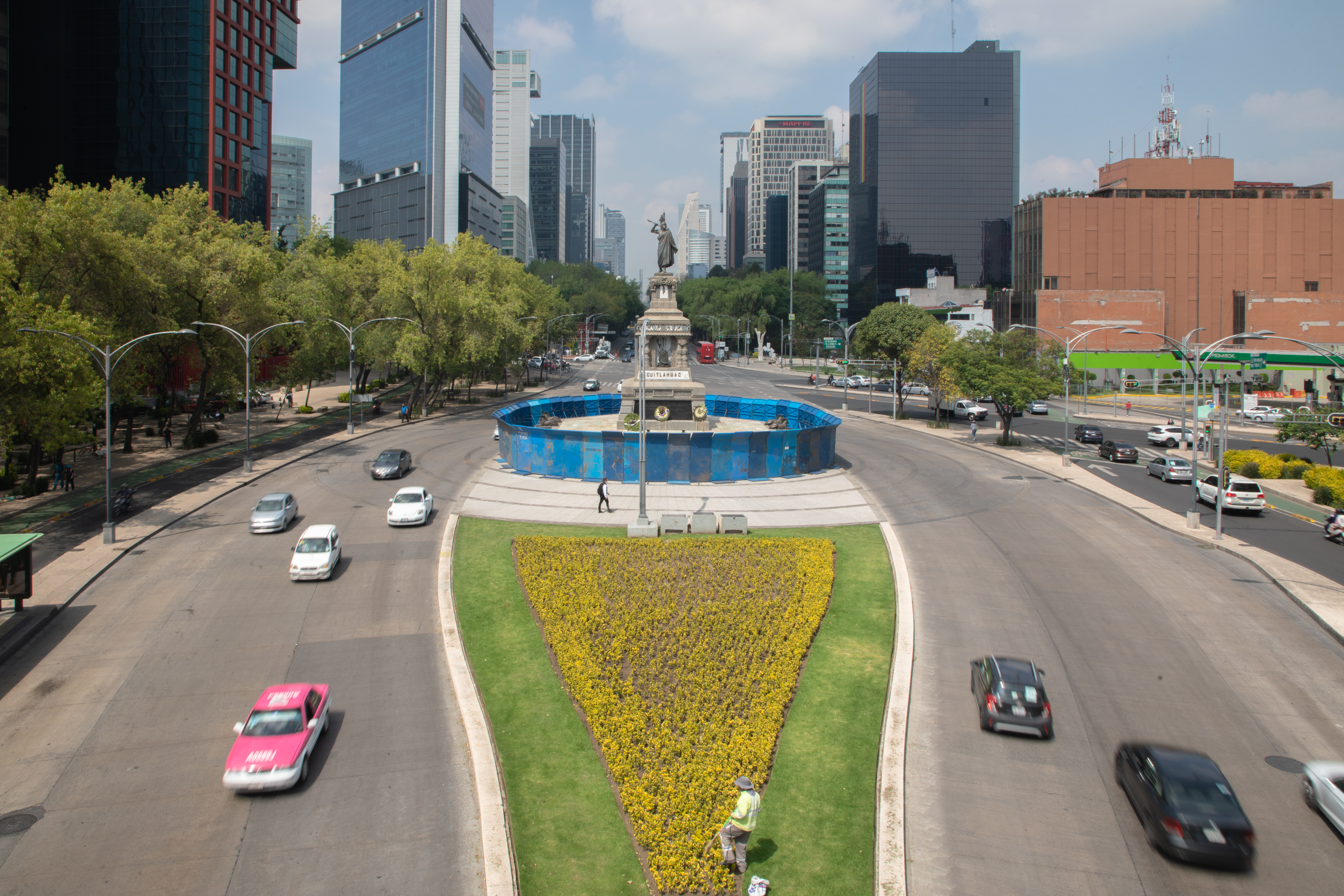
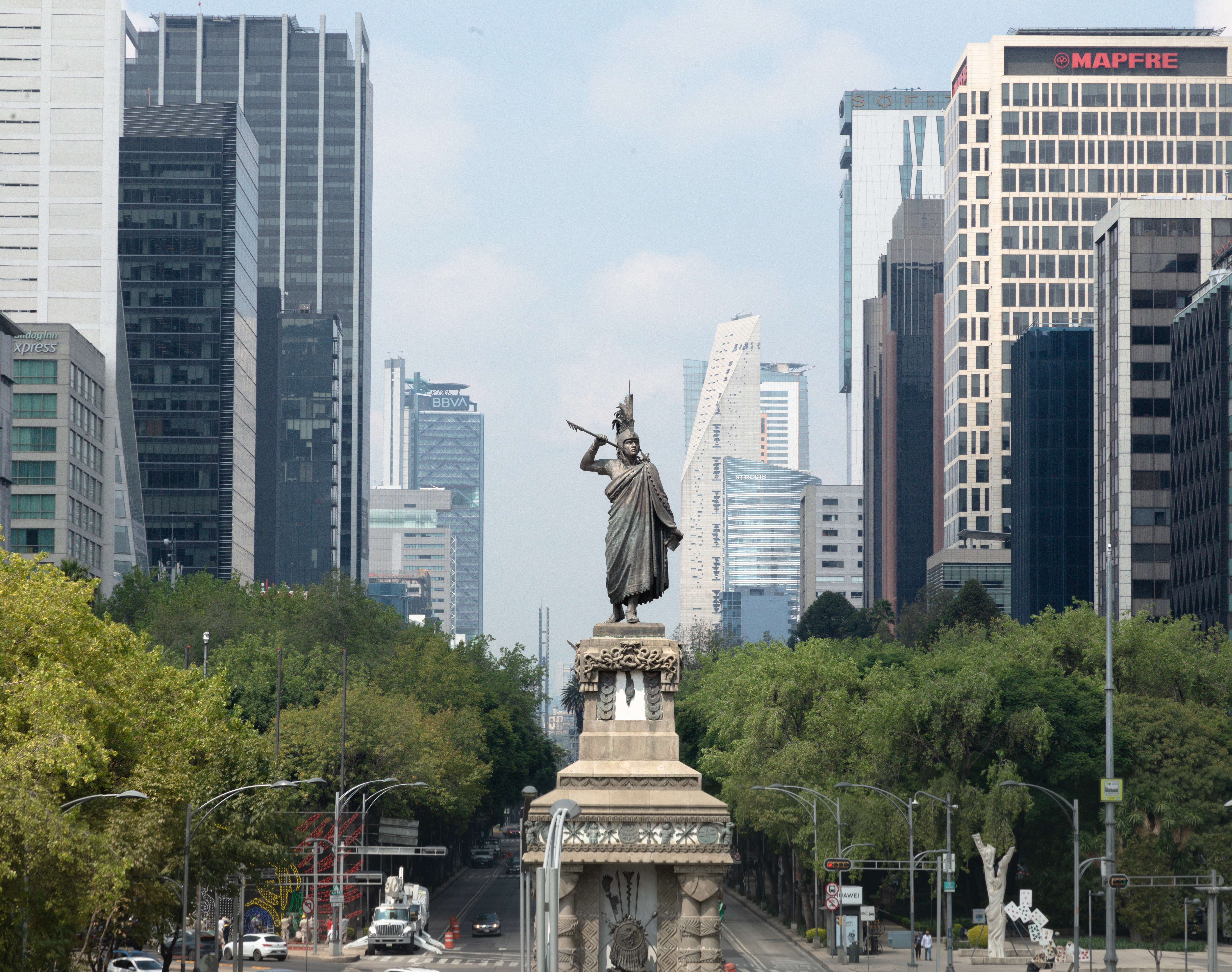
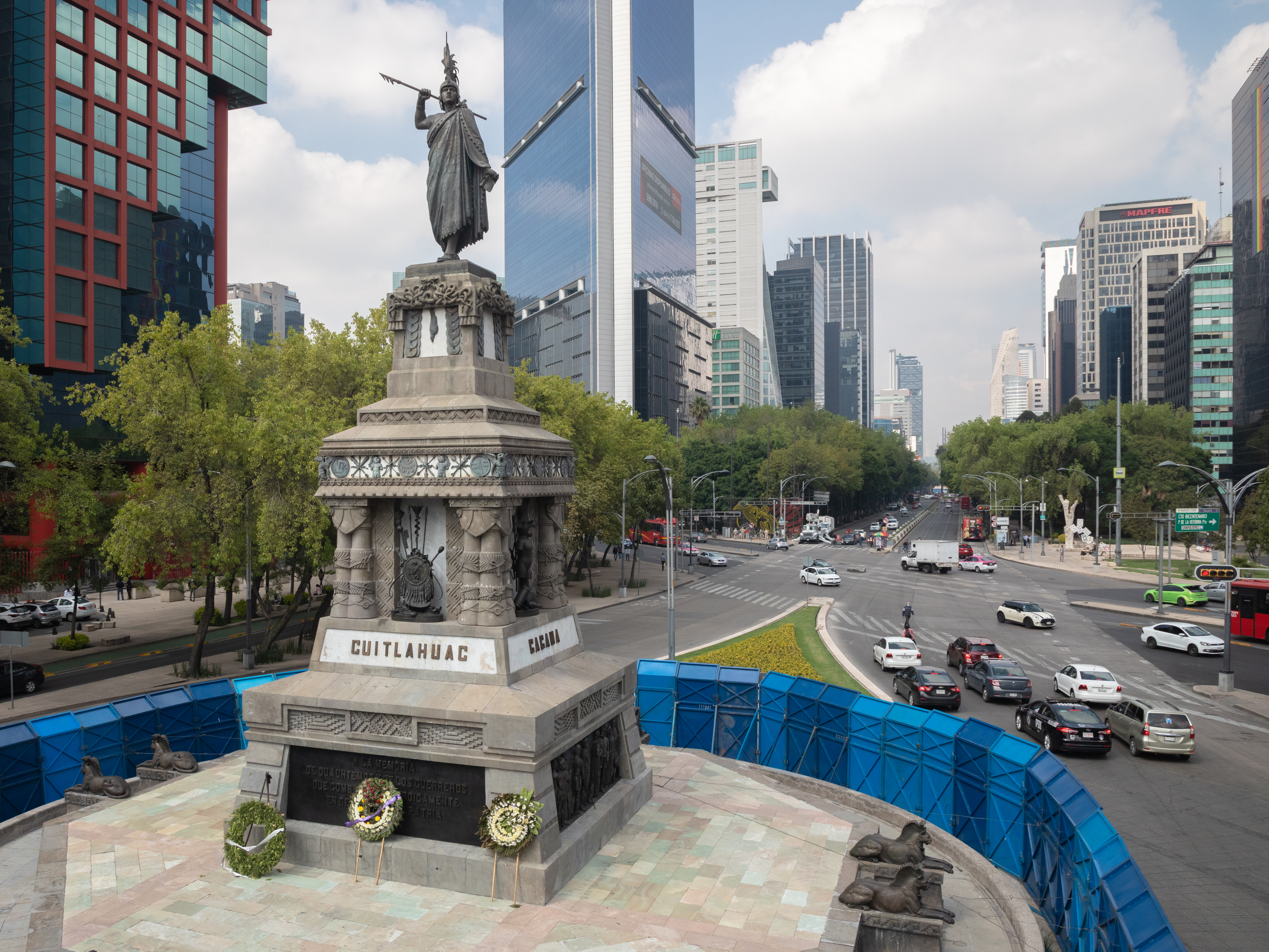